# Тамбовска област
Тамбовска област (неофициално се нарича Тамбовщина) е субект на Руската федерация, влизаща в състава на Централния федерален окръг. Площ 34 462 km2 (63-то място по големина в Руската Федерация, 0,2% от нейната площ). Население на 1 януари 2018 г. 1 033 552 души (50-място в Руската Федерация, 0,7% от нейното население). Административен център град Тамбов. Разстояние от Москва до Тамбов 480 km.

## Историческа справка
Най-старият град в Тамбовска област е Тамбов, основан като укрепен пункт през 1636 г. Същата година е основано като укрепен пункт и селището Козлов, което през 1779 г. е утвърдено за град, преименуван през 1932 г. на град Мичуринск. През 1779 г. за градове са утвърдени още селищата Кирсанов и Моршанск, а останалите четири града са признати за такива през ХХ в. През 1796 г. Тамбовското наместничество е преобразувано в Тамбовска губерния. На 16 юли 1928 г. от бившите Воронежка, Курска, Орловска и Тамбовска губерния е образувана Централно-черноземната област. На 13 юни 1934 г. Централно-Черноземната област се разделя на Курска и Воронежка област, а на 27 септември 1937 г. от части от двете области е образувана Тамбовска област, границите на която почти съвпадат с тези на бившата Тамбовска губерния.

## Географска характеристика

### Географско положение, граници, големина
Тамбовска област се намира в централната част на Европейска Русия. На север граничи с Рязанска област, на изток – с Пензенска и Саратовска област, на юг – с Воронежка област и на запад – с Липецка област. В тези си граници заема площ от 34 462 km2 (63-то място по големина в Руската Федерация, 0,2% от нейната площ).

### Релеф
Областта е разположена в центъра на Източноевропейската равнина, като заема централната част на Окско-Донската низина. За релефа са характерни плоските вододели, осеяни с множество оврази и долове, които се редуват с широки речни долини. Средна надморска височина 110 – 115 m. На изток (вододела между реките Цна и Ворона) на територята на областта навлизат западните склонове на Проволжкото възвишение с височина до 214 m.

### Климат
Климатът е умереноконтинентален. Средна януарска температура -10,5 °C на югозапад, -11,5 °C на североизток. Годишната сума на валежите е от 450 mm на юг и югоизток до 500 mm на север с максимум (до 70%) от април до октомври. Продължителността на вегетационния период (минимална денонощна температура 5 °C) е от 178 денонощия на север до 185 денонощия на юг.

### Води
Речната система на Тамбовска област е представена от 1398 реки (с дължина над 10 km) с обща дължина 9110 km и тя принадлежи към два водосборни басейна: на река Дон (57%), вливаща се в Азовско море и река Волга (43%), вливаща се в Каспийско море. Най-големите реки принадлежащи към басейна на Дон са Воронеж (ляв приток на Дон) с притоците си Полной Воронеж, Лесной Воронеж и Матира; Ворона и Савала (десни притоци на Хопьор, която е ляв приток на Дон) и Битюг (ляв приток на Дон). Най-голямата река принадлежаща към басейна на Волга е река Цна (ляв приток на Мокша, десен приток на Ока, която десен приток на Волга) с притоците си Челновая, Керша и Кашма. Реките в областта имат равнинен характер, малък наклон, бавно течение, заблатени заливни тераси. Имат смесено подхранване с преобладаване на снежното (60 – 70%). Водният им режим се характеризира с високо пролетно пълноводие, лятно-есенно маловодие, нарушавано от епизодични прииждания в резултат на поройни дъждове и ясно изразено зимно маловодие. Замръзват в края на ноември или началото на декември, а се размразяват в средата или края на март.
На територията на областта са разположени над 2,9 хил. езера и изкуствени водоеми с обща площ около 190 km2, като само 120 езера са по-големи от 10 дка. Болшинството от тях са крайречни, а на североизток има и няколко с ледников произход. Най-големите езера в Тамбовска област са Рамза, Илмен и Кипец, разположени в заливната тераса на река Ворона и с площ съответно 2,16, 1,65 и 1,08 km2. Най-големите изкуствени водоеми са Тамбовското (Котовското) водохранилище на река Лесной Тамбов (десен приток на Цна) и Шупшанското водохранилище на река Шупшанка (ляв приток на Лесной Воронеж). Блатата и заблатените земи заемат 439 km2, 1,27% от територията на областта.

### Почви, растителност, животински свят
В Тамбовска област преобладават черноземните почви (над 80% от територията), като на юг са разпространени мощните черноземи, а в централните и северни райони – излужените черноземи. Покрай десните брегове на долините на реките Цна, Челновая и Воронеж са развити сиви горски почви, а по долините на реките – алувиално-ливадни почви.
Тамбовска област попада в лесостепната зона, като обработваемите земи заемат около 70% от площта ѝ. Горите съставени от бор, дъб, бреза, осика, ела, липа, ясен, клен заемат около 10% от територията и са разположени основно по долините на реките Цна, Челновая, Воронеж и Ворона.
В горските райони обитават мечки, лосове, вълци, диви свине, лисици, зайци, белки, бобри, мишки. Множество видове птици, а в реките различни видове риби.

## Население
На 1 януари 2018 населението на Тамбовска област възлиза на 1 033 552 души (50-място в Руската Федерация, 0,7% от нейното население). Плътност 29,99 души/km2. Градско население 60,89%. При преброяването на населението на Руската Федерация през 2010 г. етническият състав на областта е бил следния: руснаци 1 037 097 (97%), украинци 7263 (0,7%), кюрди 6262 (0,6%), арменци 4544 (0,4%), цигани 4120 (0,4%).

## Административно-териториално деление
В административно-териториално отношение Тамбовска област се дели на 7 областни градски окръга, 23 муниципални района, 8 града, в т.ч. 7 града с областно подчинение и 1 град с районно подчинение (Жердевка) и 12 селища от градски тип.
| Административна единица | Площ (km2) | Население (2018 г.) | Административен център | Население (2018 г.) | Разстояние до Тамбов (в km) | Други градове и сгт с районно подчинение |
| ----------------------- | ---------- | ------------------- | ---------------------- | ------------------- | --------------------------- | ---------------------------------------- |
| Областни градски окръзи |            |                     |                        |                     |                             |                                          |
| І. Кирсанов             | 11         | 16 682              | гр. Кирсанов           | 16 682              | 95                          |                                          |
| ІІ. Котовск             | 17         | 30353               | гр. Котовск            | 30 353              | 20                          |                                          |
| ІІІ. Мичуринск          | 78         | 93 690              | гр. Мичуринск          | 93 690              | 73                          |                                          |
| ІV. Моршанск            | 19         | 39 362              | гр. Моршанск           | 39 362              | 304                         |                                          |
| V. Расказово            | 36         | 43 958              | гр. Расказово          | 43 958              | 40                          |                                          |
| VІ. Тамбов              | 91         | 290 365             | гр. Тамбов             | 290 365             |                             |                                          |
| VІІ. Уварово            | 23         | 24 162              | гр. Уварово            | 24 162              | 117                         |                                          |
| Муниципални райони      |            |                     |                        |                     |                             |                                          |
| 1. Бондарски            | 1254       | 11 059              | с. Бондари             | 4052                | 69                          |                                          |
| 2. Гавриловски          | 995        | 10 578              | с. Гавриловка 2-я      | 3956                | 130                         |                                          |
| 3. Жердевски            | 1397       | 27 554              | гр. Жердевка           | 14 296              | 271                         |                                          |
| 4. Знаменски            | 1102       | 16 791              | сгт Знаменка           | 5635                | 33                          |                                          |
| 5. Инжавински           | 1835       | 19 924              | сгт Инжавино           | 8501                | 112                         |                                          |
| 6. Кирсановски          | 1308       | 19 717              | гр. Кирсанов           |                     | 95                          |                                          |
| 7. Мичурински           | 1655       | 32 994              | гр. Мичуринск          |                     | 73                          |                                          |
| 8. Мордовски            | 1455       | 16 606              | сгт Мордово            | 5930                | 214                         | Новопокровка                             |
| 9. Моршански            | 2880       | 29 952              | гр. Моршанск           |                     | 304                         |                                          |
| 10. Мучкапски           | 1181       | 13 229              | сгт Мучкапски          | 6473                | 139                         |                                          |
| 11. Никифоровски        | 1192       | 17 448              | сгт Дмитриевка         | 7609                | 49                          |                                          |
| 12. Первомайски         | 941        | 26 921              | сгт Первомайски        | 11 742              | 110                         |                                          |
| 13. Петровски           | 1779       | 16 900              | с. Петровское          | 5710                | 111                         |                                          |
| 14. Пичаевски           | 1294       | 12 818              | с. Пичаево             | 3407                | 371                         |                                          |
| 15. Расказовски         | 1802       | 21 312              | гр. Расказово          |                     | 40                          |                                          |
| 16. Ржаксински          | 1415       | 15 835              | сгт Ржакса             | 4487                | 85                          |                                          |
| 17. Сампурски           | 1008       | 12 253              | с. Сатинка             | 3567                | 61                          |                                          |
| 18. Сосновски           | 2382       | 28 264              | сгт Сосновка           | 8590                | 171                         |                                          |
| 19. Староюревски        | 1008       | 12 563              | с. Староюрево          | 6144                | 145                         |                                          |
| 20. Тамбовски           | 2632       | 103 023             | гр. Тамбов             |                     |                             | Новая Ляда                               |
| 21. Токарьовски         | 1434       | 15 981              | сгт Токарьовка         | 6676                | 239                         |                                          |
| 22. Уваровски           | 1141       | 9881                | гр. Уварово            |                     | 117                         |                                          |
| 23. Умьотски            | 1097       | 10 653              | сгт Умьот              | 4368                | 112                         |                                          |

|  | Тази страница частично или изцяло представлява превод на страницата „Административно-территориальное деление Тамбовской области“ в Уикипедия на руски. Оригиналният текст, както и този превод, са защитени от Лиценза „Криейтив Комънс – Признание – Споделяне на споделеното“, а за съдържание, създадено преди юни 2009 година – от Лиценза за свободна документация на ГНУ. Прегледайте историята на редакциите на оригиналната страница, както и на преводната страница, за да видите списъка на съавторите. ВАЖНО: Този шаблон се отнася единствено до авторските права върху съдържанието на статията. Добавянето му не отменя изискването да се посочват конкретни източници на твърденията, които да бъдат благонадеждни. |

## Селско стопанство
В тази област по-голямата част от земята е заета от черноземни почви. Ето защо развитието на селското стопанство се счита за приоритет.
| хиляди хектара | 2437 | 2068,3 | 1766,9 | 1360,3 | 1282,1 | 1426,7 | 1757,1 |